# Resistenza repubblicana in Afghanistan
La resistenza repubblicana in Afghanistan (detta anche seconda resistenza anti-talebana o semplicemente resistenza anti-talebana) è il movimento clandestino di opposizione armata alla presa del potere da parte dei talebani in Afghanistan, avvenuta nell'agosto del 2021 grazie a una rapida offensiva che aveva provocato il crollo della precedente Repubblica Islamica dell'Afghanistan, favorita dal ritiro delle truppe internazionali a seguito dell'accordo di Doha del 2020.
Dopo la caduta della capitale Kabul nelle mani dei talebani il 15 agosto 2021 e la proclamazione di un Emirato Islamico dell'Afghanistan, ex membri dell'Alleanza del Nord ed altre figure anti-talebane diedero vita a una nuova alleanza militare denominata Fronte di Resistenza Nazionale (FRN), sotto la guida di Ahmad Massoud (figlio del comandante Massoud assassinato da emissari di Al Qaida nel 2001) e del vicepresidente deposto Amrullah Saleh; basate nella valle del Panjshir, una delle principali basi operative per l'originale Alleanza del Nord, queste forze divennero la principale resistenza organizzata contro i talebani in Afghanistan. Offensive talebane portarono alla caduta, entro il 13 settembre 2021, della principale base del FRN nel Panjshir, obbligando i suoi capi a trovare rifugio nel confinante Tagikistan; combattenti del movimento trovarono rifugio nelle zone montuose del Panjshir, iniziando nei mesi seguenti azioni di guerriglia contro i talebani estese poi a diverse delle province del nord-est dell'Afghanistan.
Nel corso del 2022 presero a formarsi in varie zone dell'Afghanistan diversi altri gruppi di resistenza armata fedeli alla vecchia Repubblica, per quanto spesso molto piccoli, dalle scarse capacità operative e non coordinati da una struttura organizzativa superiore; oltre al FRN, espressione principalmente della minoranza etnica dei tagiki, si affermarono come principali gruppi di resistenza il Fronte per la libertà dell'Afghanistan (interetnico e composto principalmente da ex militari delle forze armate repubblicane) e il Movimento di liberazione dell'Afghanistan (attivo tra la maggioranza etnica dei pashtun). Da allora i gruppi della resistenza hanno condotto un conflitto a bassa intensità contro le autorità dell'Emirato, con azioni di guerriglia, imboscate a pattuglie e attacchi a basi e avamposti isolati nelle zone montuose del paese, scatenando dure campagne di repressione da parte delle forze talebane; le attività della resistenza non portarono tuttavia alla liberazione permanente di alcun territorio abitato, e rimangono lontane dal costituire una minaccia esistenziale per il regime talebano.

## Antefatti
La valle del Panjshir si trova in una regione montuosa e fu una formidabile base operativa per i combattenti anti-sovietici durante la guerra del 1979-1989 e per l'Alleanza del Nord durante il conflitto contro i talebani del 1996-2001. La popolazione della valle è costituita in maggioranza da persone di etnia tagika, in contrapposizione alla maggioranza dei talebani che sono pashtun. La valle è nota per le sue difese naturali, circondata dalle montagne dell'Hindu Kush. Fu il luogo di nascita di Ahmad Shah Massoud, che aveva guidato la resistenza ai sovietici e ai talebani fino al suo assassinio in un attentato il 9 settembre 2001, e suo figlio Ahmad Massoud è considerato il suo successore.
Dopo il ritiro delle ultime truppe statunitensi e occidentali, nel maggio 2021 i talebani sferrarono una massiccia serie di offensive in tutto l'Afghanistan, guadagnando rapidamente terreno. Per la fine di luglio l'avanzata era diventata travolgente, mentre le città e i distretti ancora tenuti dalle truppe della Repubblica islamica dell'Afghanistan cadevano uno dopo l'altro: il 15 agosto i talebani catturarono la capitale Kabul e proclamarono la ricostruzione dell'Emirato Islamico dell'Afghanistan, mentre il presidente afghano Ashraf Ghani fuggiva dal paese per rifugiarsi negli Emirati Arabi Uniti. Già dal luglio 2021 ex combattenti dell'Alleanza del Nord iniziarono a radunarsi nella valle del Panjshir, venendo ben presto raggiunti da ex soldati dell'Esercito afghano, ormai in via di dissolvimento, decisi a continuare la lotta contro i talebani sfruttando la valle come ultimo bastione di resistenza. Raggiunta la valle del Panjshir, il 17 agosto Amrullah Saleh, già capo dei servizi segreti afghani e primo vicepresidente dell'Afghanistan sotto Ghani, si proclamò nuovo capo di Stato della Repubblica afghana e annunciò la fondazione di un Fronte di Resistenza Nazionale (FRN) per continuare la resistenza contro i talebani; Saleh ottenne subito l'appoggio di Ahmad Massoud e di Bismillah Khan Mohammadi, già capo di stato maggiore dell'Esercito afghano e ministro della difesa nel governo di Ghani.
Per la fine di agosto 2021 le stime sulle forze della resistenza repubblicana nel Panjshir andavano da un totale compreso tra circa 2000-2500 e 7000 uomini in armi, con pochi mezzi ed equipaggiamenti pesanti del disciolto Esercito afghano ma con scarsità di rifornimenti; di per conto, i talebani potevano mettere in campo una forza di circa 60000 combattenti addestrati supportati da circa 200000 miliziani e sostenitori locali, potendo contare inoltre su mezzi blindati, velivoli ed elicotteri catturati alle forze regolari afghane.

## Il conflitto

### Negoziati e primi scontri

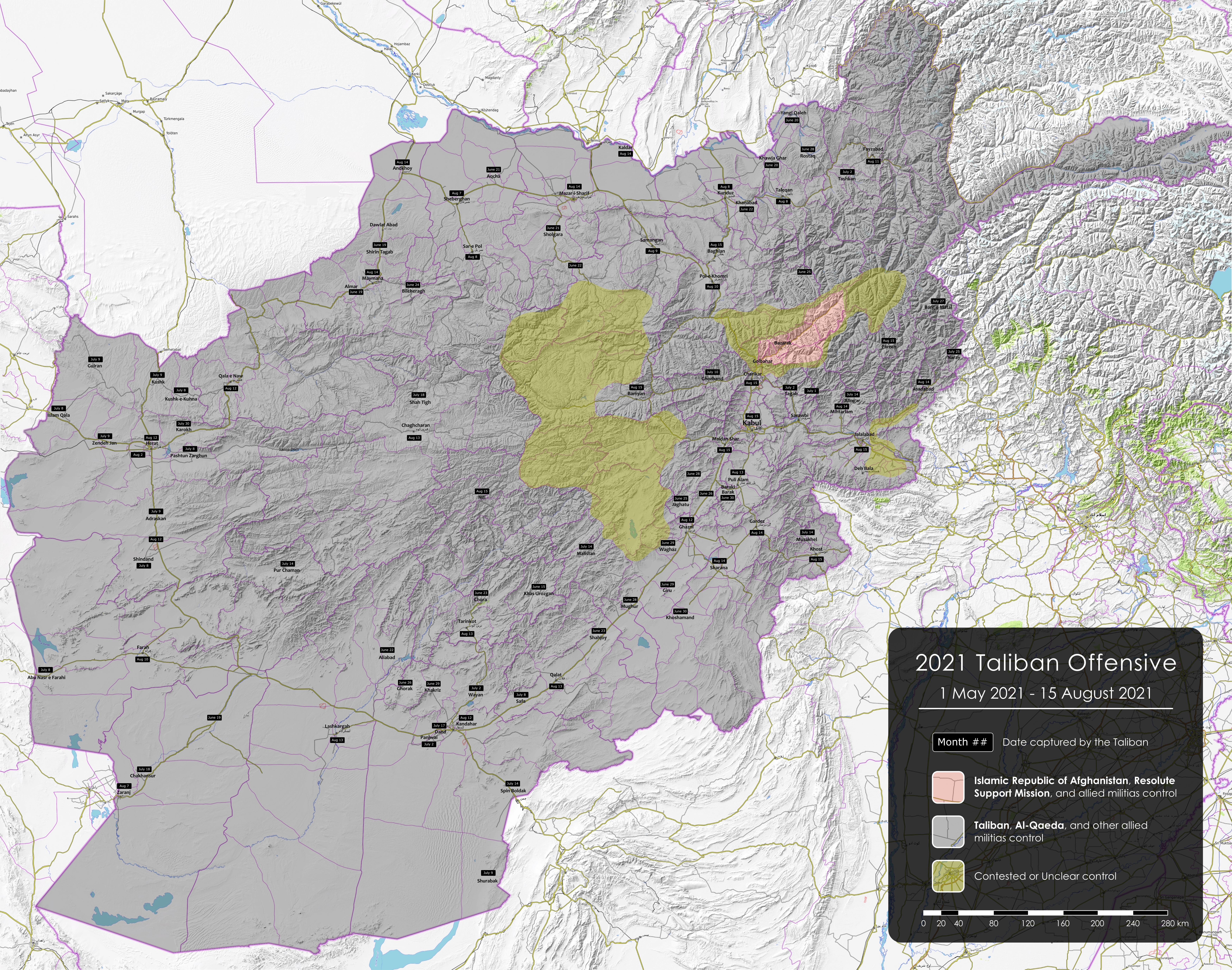
Situazione militare in Afghanistan al 15 agosto 2021: in grigio i territori controllati dai talebani, in rosa i territori controllati dai repubblicani, in giallo le zone contestate o a controllo non chiaro

A partire dal 17 agosto, la valle del Panjshir fu assediata da tutte le parti ma inizialmente non venne attaccata direttamente. Fino al 22 agosto, le forze della resistenza repubblicana nella valle furono concentrate principalmente sulla difesa del Panjshir e sull'addestramento; vennero aperti dei negoziati con i talebani, per quanto vi fossero delle divisioni in merito all'interno del comando del FRN: il presidente Saleh perseguiva una linea ferocemente anti-talebana e anti-pakistana, mentre Massoud ambiva a migliori rapporti con il Pakistan (sostenitore di lunga data dei talebani) ed era più incline a portare avanti i negoziati.
Il 18 agosto rapporti locali dalla provincia di Parvan riferirono che le forze di Saleh avevano ripreso il controllo della città di Charikar, occupata in precedenza dai talebani. Vi furono inoltre segnalazioni di scontri a fuoco vicino al passo del Salang. Il giorno seguente furono pubblicati video di combattenti locali con le bandiere della vecchia Alleanza del Nord anti-talebana che sfilavano per le strade di Charikar. I combattimenti tra talebani e ribelli del Panjshir iniziati a fine agosto sulle montagne tra il Parvan e il Panjshir coinvolsero la popolazione di entrambe le province.
Il 20 agosto le forze anti-talebane fecero sapere di aver riconquistato i distretti di Andarab, Puli Hisar e Dih Salah nella provincia di Baghlan (a nord-ovest del Panjshir), e che negli scontri fino a 60 combattenti talebani erano stati feriti o uccisi e due dozzine catturati, mentre i talebani affermarono che erano stati 15 i loro soldati uccisi e 15 i feriti. Secondo quanto riferito, abitanti dei tre distretti avevano dato vita a una rivolta, guidata da un capo della polizia locale, dopo che i talebani avevano condotto impopolari perquisizioni casa per casa. Una fonte legata alla resistenza del Panjshir confermò il coinvolgimento dei ribelli nelle operazioni nella provincia di Baghlan, tra i cui piani vi era quello di sottrarre ai talebani il controllo dell'autostrada settentrionale che collega Kabul con il Tagikistan e l'Uzbekistan. Account talebani sui social media definirono la controffensiva un «tradimento» dell'amnistia offerta ai membri del dissolto governo afghano dai talebani. Venne riferito che combattenti talebani avevano preso in ostaggio bambini nel villaggio di Keshen Abad per costringere alla resa i loro genitori che facevano parte delle forze anti-talebane.
Il 22 agosto l'Emirato Islamico diede alle forze di resistenza un ultimatum di quattro ore per arrendersi; in una dichiarazione ad Al Arabiya, Massoud respinse l'ultimatum. Ali Maisam Nazary, portavoce della resistenza, affermò che i talebani avevano chiesto a Massoud di accettare la formazione di un governo centralizzato a guida talebana senza che venissero fatte elezioni; Massoud respinse la proposta chiedendo elezioni, la formazione di un governo di unità nazionale composto da varie realtà etniche e regionali, e il decentramento delle funzioni del governo che prevedesse semi-autonomia a regioni e province; chiese inoltre che i talebani fornissero garanzie sui diritti civili. Scaduto l'ultimatum, un portavoce dei talebani dichiarò che i negoziati non facevano progressi e che quindi centinaia delle loro truppe si stavano dirigendo verso il Panjshir, dopo che i ribelli locali si erano rifiutati di consegnarlo pacificamente. Le trattative proseguirono invano nei giorni successivi, mentre i talebani facevano sapere di aver portato a termine l'accerchiamento della valle.
Il 23 agosto i talebani annunciarono di aver riconquistato i distretti di Dih Salah, Pul-e-Hisar e Andarab caduti in precedenza nelle mani della resistenza; il capo talebano del distretto di Andarab e tre suoi subalterni furono uccisi nei combattimenti, nei quali persero la vita anche 50 altri talebani. Il 24 agosto venne riferito che i combattenti della resistenza del Panjshir avevano ripreso il controllo dei distretti di Dih Salah e Andarab, mentre il distretto di Pul-e-Hisar rimase in mano ai talebani; un tentativo di unità talebane di entrare nella valle del Panjshir provenendo dalla provincia settentrionale del Badakhshan attraverso il passo di Anjuman venne respinto dalle forze della resistenza.

### L'occupazione del Panjshir

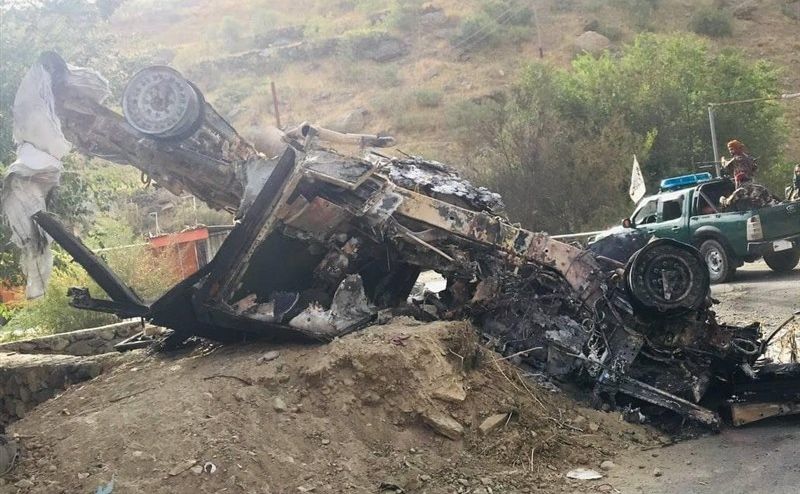
Un veicolo di combattenti talebani supera i resti di un mezzo distrutto durante i combattimenti di agosto 2021 nel Panjshir

Il 26 agosto talebani e resistenti del Panjshir convennero sulla stipula di un cessate il fuoco per portare avanti ulteriori trattative. La tregua si rivelò effimera, e il 28 agosto pesanti combattimenti presero vita tra talebani e truppe fedeli al presidente Saleh a Sanjan nella provincia di Kapisa (a sud del Panjshir) e nel distretto di Khost wa Fereng nella provincia di Baghlan; il 29 agosto i talebani interruppero gli ultimi collegamenti internet con la valle del Panjshir, mentre il 30 agosto le forze della resistenza riferirono di aver respinto un attacco talebano proveniente dal distretto di Andarab e diretto agli accessi occidentali alla valle.
Il 31 agosto i talebani diedero il via a un'offensiva generale contro le posizioni del Fronte di Resistenza Nazionale nelle province di Baghlan, Panjshir e Parvan, un'azione coordinata con il completamento del ritiro delle ultime truppe statunitensi rimaste all'aeroporto di Kabul, avvenuto il giorno prima. Unità talebane ripresero il controllo del distretto di Dih Salah nel Baghlan, da cui mossero in direzione del passo di Khawak per entrare nella valle del Panjshir da ovest e tagliarla in due; gli attacchi al passo furono inizialmente respinti dalle unità della resistenza, avvantaggiate dal terreno impervio, e i repubblicani rivendicarono l'uccisione di 40 talebani in 24 ore di scontri. A sud, combattenti talebani si ammassarono nel Distretto di Jabal Saraj nel Parvan, ingaggiando nei due giorni seguenti pesanti combattimenti con i repubblicani nei pressi della cittadina di Gulbahar; i talebani superarono la prima linea difensiva e penetrarono nel Distretto di Shotul, il più meridionale del Panjshir, prima di essere fermati dalle forze della resistenza. A nord-est, un'altra forza talebana tentò di entrare nel Panjshir dal Badakhshan attraverso il passo di Anjuman, ma venne facilmente respinta dalle forti difese qui allestite dai repubblicani. Con l'accerchiamento della valle, i talebani tagliarono le ultime linee di comunicazione, la fornitura di energia elettrica e i rifornimenti di cibo, medicine e assistenza medica per i residenti, con il rischio di una grave crisi umanitaria. Fu vietato l'ingresso alla valle e le uniche notizie su quanto succedeva furono quelle diramate dai talebani e, a fatica, dai membri della resistenza. Rapporti non confermati riferirono della presenza nei ranghi delle forze talebane di combattenti stranieri appartenenti al movimento terroristico di Al Qaida.
Il 3 settembre esponenti talebani riferirono alla stampa internazionale che il Panjshir era ormai caduto completamente nelle loro mani, notizia smentita dal FRN che tuttavia dovette ammettere la «difficile» situazione in cui si trovavano le forze della resistenza. Il 4 settembre i talebani annunciarono la conquista del Distretto di Khenj e un'avanzata nella parte centrale della valle del Panjshir, mentre il FRN rivendicò la cattura di prigionieri talebani, veicoli ed equipaggiamenti abbandonati al passo di Khawak; il 5 settembre giornalisti locali riferirono che i talebani avevano preso il controllo dei distretti di Rokha e di Paryan, mentre offerte avanzate da Ahmad Massoud per una ripresa dei negoziati di pace caddero nel vuoto.
Il 6 settembre i talebani annunciarono la cattura, dopo duri scontri costati pesanti perdite a entrambe le parti, degli edifici governativi nella città di Bazarak, capoluogo provinciale del Panjshir, proclamando come la valle fosse ormai sotto il loro controllo. I membri della resistenza confermarono di aver subito perdite ma negarono che la provincia fosse caduta tutta sotto il controllo talebano, e annunciarono che erano ancora in controllo di postazioni strategiche nella valle. Il comandante Ahmad Massoud fece sapere che membri della sua famiglia erano stati uccisi dai talebani ma che lui era ancora a capo della resistenza; rinnovò la richiesta di riprendere i colloqui di pace, ma nel caso i talebani si fossero rifiutati si dichiarò disposto a continuare a combattere, invitando l'intero popolo afghano a unirsi alla resistenza. I combattimenti proseguirono anche dopo la cattura di Bazarak, con i talebani in possesso della strada principale del fondovalle mentre i combattenti del FRN ripiegavano in alcune valli secondarie ai lati della valle principale; portavoce del FRN denunciarono attacchi indiscriminati e su vasta scala dei talebani alla popolazione civile del Panjshir. Il 10 settembre i talebani annunciarono la cattura dell'ultima località nota da cui il presidente Saleh era apparso in video, mentre vari rapporti confermarono l'uccisione da parte dei talebani del fratello maggiore di Saleh, Rohullah Saleh, mentre questi tentava di lasciare il Panjshir per Kabul; l'esatta posizione dei principali comandanti del FRN rimase a lungo incerta, finché il 21 settembre venne confermato che tanto Massoud quanto Saleh avevano lasciato giorni prima l'Afghanistan trovando rifugio nel confinante Tagikistan.

### Il passaggio alla guerriglia

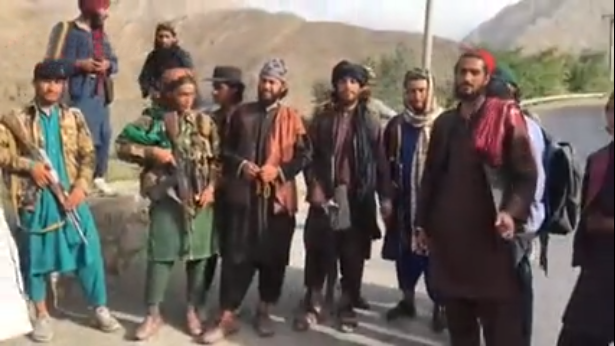
Combattenti talebani fotografati nel Panjshir nel settembre 2021

Il 13 settembre inviati del The New York Times visitarono il Panjshir, trovando scarse tracce di combattimenti recenti; i talebani erano in possesso delle località principali della valle, mentre i membri della resistenza apparivano come confinati nelle zone montuose più impervie e inaccessibili ai veicoli. Senza più il controllo di un territorio stabile, all'inizio di ottobre il FRN annunciò l'avvio di una campagna di guerriglia ai danni dei talebani nel Panjshir e nel Baghlan: il 7 ottobre vennero segnalati scontri tra talebani e resistenti nei pressi dell'insediamento di Zamankur nel Distretto di Anaba nel nord Panjshir, mentre il 15 ottobre venne riferito di una dura battaglia avvenuta nel Distretto di Andarab nel Baghlan e altri scontri nei distretti di Puli-Hisar e Dih-Salah, con perdite pesanti in entrambi gli schieramenti (circa 60 talebani uccisi e almeno due comandanti del FRN caduti in combattimento). In un generale clima di feroce censura operato dai talebani su qualsiasi notizia riferita alla resistenza, l'edizione in lingua persiana del quotidiano The Independent riferì di scontri armati tra talebani e FRN il 12 novembre nel Distretto di Khost wa Fereng (con due resistenti e quattro talebani uccisi dopo uno scontro a fuoco durato tre ore) e il 29 novembre nella zona di Tondruk nella provincia di Samangan, dove una milizia locale affiliata al FRN contese ai talebani il controllo di una decina di villaggi montani.
Il 6 e 7 dicembre venne riferito di combattimenti tra membri del FRN e talebani nella provincia di Kapisa, mentre il 20 dicembre il FRN rivendicò l'attacco a un avamposto dei talebani nella provincia di Baghlan. Alcuni giorni dopo scontri armati tra talebani e FRN sulle montagne del Panjshir, il 26 dicembre centinaia di residenti misero in atto una marcia davanti agli uffici governativi talebani della valle, protestando per l'uccisione di un giovane nel distretto di Anaba perpetrata da affiliati ai talebani e lanciando slogan contro il regime e a favore di Ahmed Massoud; un risentimento nei confronti del regime prese a crescere con la diffusione di notizie circa l'uccisione e la sparizione forzata di sempre più ex militari, poliziotti e funzionari del disciolto regime repubblicano perpetrate dalle nuove autorità talebane, in violazione delle amnistie promesse al momento dell'istituzione dell'Emirato: un rapporto di Human Rights Watch del novembre 2021 censì almeno 100 casi di esecuzioni sommarie di ex membri delle forze di sicurezza afghane avvenute per mano dei talebani nelle province di Ghazni, Helmand, Kandahar e Konduz.

### Lo sviluppo della resistenza

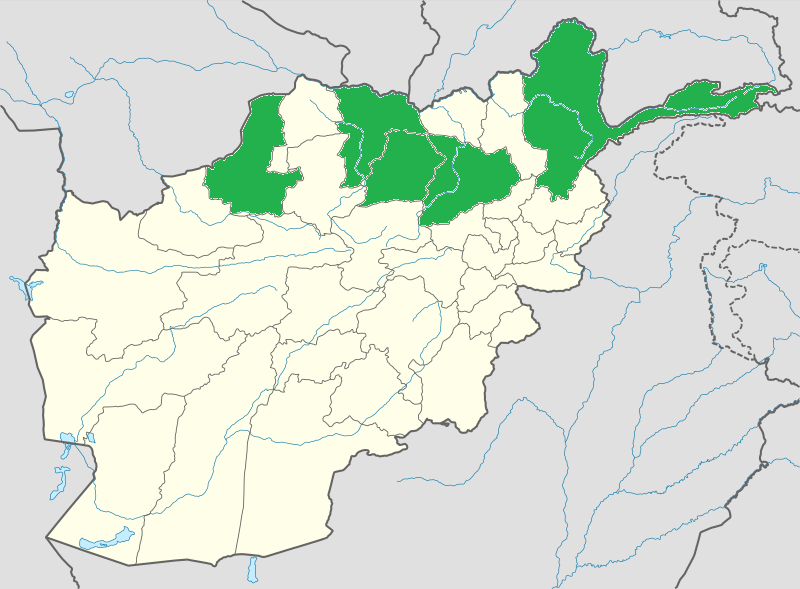
Carta dell'Afghanistan con indicate, in verde, le province interessate dalle azioni del FRN al gennaio 2022

L'anno 2022 vide un certo sviluppo della resistenza repubblicana anti-talebana, ampliatasi e differenziatasi nelle sue organizzazioni pur continuando a rimanere allo stato di guerriglia impegnata in un conflitto a bassa intensità contro i nuovi governati del paese; la resistenza repubblicana si affermò comunque come principale opposizione armata al regime dell'Emirato Islamico, superando in attività la branca afghana dello Stato Islamico ("Stato islamico dell'Iraq e del Levante - Provincia di Khorasan" o ISIS-K) impegnata anch'essa in un conflitto con i talebani sin dal 2015. 
Una lunga serie di altri gruppi e movimenti di opposizione armata ai talebani, connessi con il vecchio regime repubblicano, prese vita nel corso dell'anno: un rapporto delle Nazioni Unite del giugno 2022 rilevò l'esistenza di almeno una dozzina di gruppi operativi in 18 delle 34 province dell'Afghanistan, sia nel nord del paese che nel sud e nel sud-est, mentre nel settembre seguente la stima salì a 22 gruppi attivi in 26 province. Per quanto vennero censite numerose formazioni variamente denominate, la reale operatività di molte di esse rimase incerta se non dubbia, non andando oltre annunci sui mezzi di informazione di attacchi difficili da verificare quando non palesemente esagerati, oppure di un numero molto limitato di azioni belliche; di molti gruppi non si conobbe praticamente nulla circa la loro dirigenza, modus operandi e capacità. Sebbene opposti a un nemico comune, i vari gruppi non riuscirono a costruire una struttura unitaria e, pur cooperando in varie occasioni, rimasero generalmente in competizione tra di loro per accaparrarsi le risorse.
Il principale gruppo di resistenza repubblicana rimase il Fronte di Resistenza Nazionale di Massoud e Salah. Con i principali dirigenti rimasti al di fuori dell'Afghanistan, il movimento si strutturò su una serie di piccoli gruppi locali guidati da comandanti originari del posto, intenti a condurre azioni indipendenti con scarse gerarchie e direzione strategica dall'alto; una struttura flessibile, simile a quella adottata dagli stessi talebani nel loro precedente conflitto di guerriglia con la Repubblica Islamica, e che consentiva al FRN di assorbire al suo interno gruppi indipendenti insorti spontaneamente in armi contro l'Emirato a causa di contrasti e rimostranze locali nei confronti delle nuove autorità governative. La principale area di operazioni del FRN rimaneva l'Afghanistan nord-orientale, incentrata sulla provincia del Panjshir e nelle zone adiacenti a questa nelle province di Baghlan, Parvan e Kapisa, con alcune capacità di operare nella zona della capitale Kabul. Non più in grado di controllare permanentemente un ampio territorio abitato, il FRN operava principalmente con tattiche mordi e fuggi, colpendo singoli presidi e pattuglie per poi ritirarsi presso basi nascoste nelle montagne più impervie all'approssimarsi di consistenti rinforzi talebani; più raramente, il gruppo condusse anche assassinii di singole personalità di spicco, ricorrendo anche all'impiego di ordigni esplosivi improvvisati. Il numero di azioni armate attribuibili al FRN rimase relativamente basso, per quanto conobbe una crescita nell'estate del 2022 quando raggiunse un tasso di circa una dozzina di attacchi alla settimana. L'ideologia seguita dal FRN non promuoveva specificatamente un ripristino tal quale della vecchia repubblica, i cui leader era a volte criticati per aver abbandonato il paese nelle mani dei talebani, ma sosteneva i concetti di libertà, autodeterminazione e rispetto dei diritti delle minoranze etniche, anche in quadro di devoluzione dei poteri centrali a favore delle province; nei confronti degli interlocutori esteri, la dirigenza del FRN sosteneva la necessità di usare la lotta armata come strumento di pressione per indurre i talebani al negoziato, per quanto questo rimanesse un obiettivo di lungo periodo. Il movimento si propose come principale rappresentante delle istanze della minoranza etnica dei tagiki dell'Afghanistan, maggioritaria nel nord del paese ma spesso posta ai margini delle istituzioni centrali dominate invece dai pashtun; pur continuando a essere composto principalmente da tagiki (e da sostenitori del loro partito politico di riferimento ai tempi della Repubblica, il Jamiat-e Islami), il gruppo riuscì ad attrarre un certo numero di altri afghani, in particolare proponendosi come rifugio sicuro per gli ex membri delle istituzioni repubblicane perseguitati dai talebani.
Tra i gruppi minori di cui venne confermata l'operatività il più attivo si rivelò il Fronte per la libertà dell'Afghanistan (FLA), la cui esistenza venne annunciata nel marzo 2022: guidato dal generale Mohammad Yasin Zia, ex ministro della difesa e capo di stato maggiore delle forze armate afghane, il gruppo non si presentò come legato ad alcuna fazione politica o etnica in particolare, attirando quindi coloro che rifuggivano l'affiliazione con i tagiki del FRN. Non legato a una particolare area geografica e con una struttura mobile, il gruppo rivendicò sin dai primi mesi del 2022 dozzine di attacchi in varie zone del nord del paese, come la Valle di Salang nella provincia di Parvan, i distretti di Andarab e Khost wa Fereng nella provincia di Baghlan, il Distretto di Ishkamish nella provincia di Takhar e altre località nelle province di Sar-e Pol, Nurestan e Faryab. Nelle dichiarazioni del suo portavoce, il gruppo promuoveva il ripristino di un sistema costituzionale basato sui principi della democrazia, dell'uguaglianza davanti alla legge e delle libere elezioni.
Il principale gruppo di resistenza anti-talebano composto da pashtun divenne il "Movimento nazionale islamico e di liberazione dell'Afghanistan" o semplicemente Movimento di liberazione dell'Afghanistan (MLA), sorto nel febbraio 2022 come risposta all'assassinio di alcuni ex militari afghani operato dai talebani. Attivo principalmente nelle regioni del sud e dell'est del paese, dove il movimento rivendicò circa due dozzine di attacchi nel corso del 2022, era composto principalmente di ex membri delle forze armate repubblicane guidati da Abdul Mateen Sulaimankhail, ex comandante del corpo delle forze speciali afghane. Il Fronte di resistenza di Andarab nacque invece come milizia di autodifesa del Distretto di Andarab nel Baghlan, pur estendendo le sue operazioni anche in zone dei confinanti distretti di Puli Hisar e Dih Salah; dedicato principalmente alla difesa dei villaggi della zona, il movimento condusse anche imboscate e attacchi alle forze talebane e mantenne una stretta cooperazione con il FRN. Nel maggio 2022 infine circa 40 esponenti politici afghani in esilio riuniti ad Ankara in Turchia proclamarono la formazione di un Alto Consiglio della Resistenza Nazionale; gli esponenti coinvolti comprendevano vari ex signori della guerra dell'Alleanza del Nord ed ex membri delle istituzioni e dei principali partiti politici repubblicani, tra cui Abd al-Rasul Sayyaf, Abdul Rashid Dostum, Muhammad Mohaqiq, Atta Muhammad Nur, Ahmad Wali Massoud, Abdul Hadi Arghandiwal e altri. Più che come gruppo armato, l'Alto Consiglio si proponeva come un organo politico per condurre trattative di riconciliazione con i talebani e come mezzo di azione diplomatica per la resistenza nel suo complesso, per quanto almeno un gruppo di guerriglieri fedeli al tagiko Atta Muhammad Nur, ex governatore della Provincia di Balkh, espresse la sua affiliazione al movimento.

### Le contromisure dei talebani

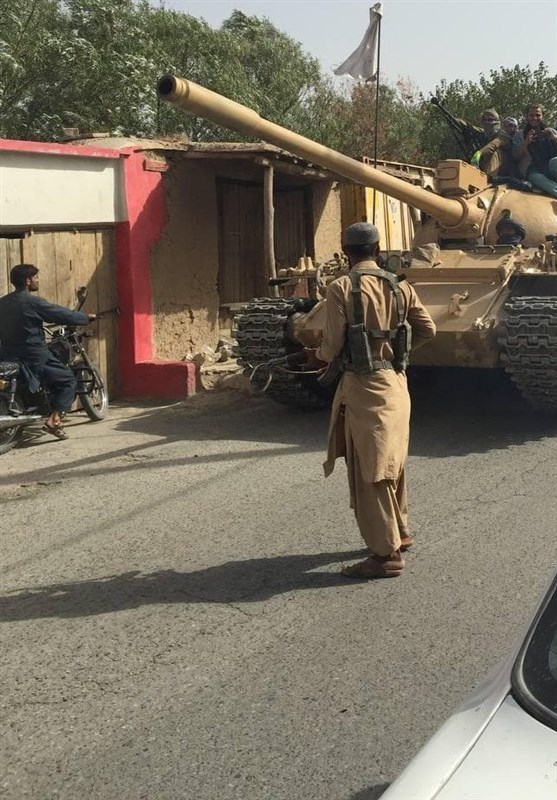
Un carro armato e truppe talebane in movimento nel Panjshir

La risposta dei talebani alle azioni della resistenza fu piuttosto varia. Pur dovendo fronteggiare gravissimi problemi finanziari e di bilancio, le autorità dell'Emirato annunciarono nei primi mesi del 2022 grandiosi progetti per espandere la consistenza delle forze di sicurezza, raggiungendo livelli anche superiori a quelli fatti registrate ai tempi della Repubblica: in febbraio il ministero dell'interno espresse l'intenzione di reclutare e addestrare tra 100000 e 200000 nuovi agenti di polizia, mentre il mese successivo il governo annunciò l'intenzione di portare l'organico complessivo delle forze di sicurezza dell'Emirato a 350000 uomini; nel maggio 2022 il ministero della difesa riferì di aver portato a termine il reclutamento di 130000 nuovi soldati. Vennero fatti grossi sforzi per sigillare le frontiere con Pakistan e Tagikistan per isolare la guerriglia da aiuti esterni, mentre vasti contingenti di truppe furono schierati nelle regioni del nord dove più forte era la resistenza; varie vallate dell'Hindu Kush divennero zone fortemente militarizzate e presidiate, con guarnigioni fisse e punti di controllo per sorvegliare i movimenti lungo le principali vie di comunicazioni: un notevole cambiamento rispetto agli anni precedenti, quando i talebani si assicurarono il controllo delle zone rurali dell'Afghanistan principalmente impiegando gruppi mobili in pattugliamenti specialmente di notte.
La strategia comunicativa della dirigenza dell'Emirato, sia quando rivolta a un pubblico esterno che all'opinione pubblica afghana, puntava a minimizzare le azioni della resistenza, appellata sarcasticamente o bollata come nulla di più di un mero fastidio, quando non a negare apertamente l'esistenza stessa di un'opposizione armata repubblicana all'Emirato. Più concretamente, sul campo le forze talebane perseguirono i gruppi della resistenza con feroce serietà, replicando molte delle tattiche attuate e degli abusi perpetrati dalle forze di sicurezza repubblicane e dai loro alleati internazionali contro gli stessi talebani nel ventennio precedente. Molte azioni di contrasto alla guerriglia sfociarono nella commissione di crimini di guerra di varia intensità: rapporti delle Nazioni Unite e di organizzazioni non governative come Amnesty International censirono numerosi casi di arresti e detenzioni di persone sospettate di far parte o di appoggiare la resistenza eseguiti senza alcun riguardo dei principi dell'equo processo, e con procedure di rilascio dettate da considerazioni politiche quando non arbitrarie; casi di torture di prigionieri per estorcere loro informazioni e confessioni, nonché casi di esecuzioni capitali extragiudiziali di massa e mutilazioni di cadaveri di nemici uccisi; casi di rappresaglie e punizioni di massa inflitte alla popolazione civile di determinate zone, arrestando membri delle famiglie dei guerriglieri al fine di indurli ad arrendersi o ritenendo le famiglie e i parenti allargati come responsabili dei prigionieri rilasciati, punendoli in caso di recidiva; casi di distruzioni di case e interi villaggi perché sospettati di offrire ospitalità alla resistenza.
Nel contrasto alla resistenza i talebani mostrarono tuttavia anche un certo grado di adattamento nelle loro tattiche di controinsorgenza, temperando il ricorso alla mano pesante quando questa si dimostrava come controproducente e tentando di portare avanti azioni non basate sul solo uso della forza bruta; nessuna di queste tattiche più "leggere" era una novità per i talebani, ma essi vi fecero ricorso più frequentemente rispetto al periodo precedente alla loro presa del potere. Vennero fatti numerosi tentativi per migliorare il livello di addestramento nonché di comando e controllo delle truppe, e per ottenere il sostegno degli abitanti delle zone interessate dalla guerriglia i talebani intervennero spesso per rimuovere governatori e amministratori impopolari sostituendoli con funzionari provenienti da altre zone del paese, non implicati in contrasti locali di tipo etnico o tribale con la popolazione; similmente, le truppe impegnate in una certa provincia erano generalmente composte da uomini reclutati in altre province, non coinvolti nelle dinamiche locali. Benché efficaci in varie circostanze, queste misure erano spesso inficiate dall'atteggiamento di sospetto mostrato verso la gente del posto da funzionari e soldati provenienti da altri luoghi del paese, e dal mancato rispetto delle usanze locali che indispettiva la popolazione; problemi notevolmente simili a quelli affrontati dal governo repubblicano e dalle truppe internazionali negli anni precedenti.
Il governo dell'Emirato tentò anche di promuovere una generale campagna di disarmo della popolazione, giustificata con l'esigenza di combattere la criminalità ma finalizzata anche a impedire alla resistenza l'accesso ai vasti quantitativi di materiale bellico lasciati incustoditi dal precedente conflitto; questa campagna portò a numerose operazioni di perquisizione casa per casa alla ricerca di armi, iniziate nel febbraio 2022 nella zona di Kabul ed estesesi ben presto a zone fortemente interessate dalla guerriglia come le province di Panjshir, Parvan e Kapisa. Molte delle operazioni di perquisizione, tuttavia, furono arbitrariamente dirette verso quartieri e villaggi abitati in prevalenza dalle minoranze etniche tagica e uzbeca, a causa del supposto loro maggior supporto al FRN rispetto alla maggioranza pashtun: i benefici dati dalla riduzione delle armi in circolazione furono quindi compensati dall'aumento del supporto delle minoranze alla resistenza in ragione delle discriminazioni etniche subite.
Subito dopo la presa del potere, le autorità dell'Emirato proclamarono una generale amnistia nei confronti dei funzionari, degli impiegati e dei membri delle forze di sicurezza del precedente governo repubblicano. Il rispetto dell'amnistia si rivelò problematico nei primi mesi seguenti l'istituzione dell'Emirato, e vari rapporti censirono centinaia di casi di persone amnistiate finite poi assassinate o giustiziate da esponenti talebani; la natura piuttosto casuale di queste rappresaglie, e il numero relativamente basso in rapporto al totale degli impiegati e soldati repubblicani amnistiati, furono tuttavia una dimostrazione del fatto che le autorità dell'Emirato non appoggiavano la caccia all'uomo di ex repubblicani, ben sapendo che ciò sarebbe stato controproducente nella lotta alla resistenza. Le autorità talebane si impegnarono per imporre il più possibile il rispetto dell'amnistia e nell'offrire il perdono per quei guerriglieri che si costituivano; per quanto non sia chiaro quante persone siano state processate per crimini commessi su ex repubblicani, i talebani rivendicarono di aver allontanato dai loro ranghi, tra il settembre 2021 e il febbraio 2022, circa 4350 individui "indesiderabili", compresi alcuni responsabili di violazioni dell'amnistia.

### Principali operazioni della guerriglia

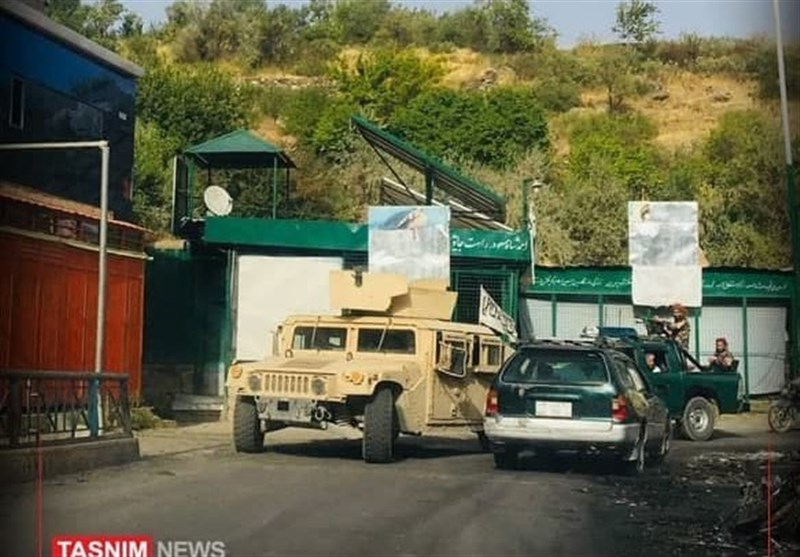
Veicoli militari talebani (tra cui un Humvee catturato alle forze armate repubblicane) di pattuglia nelle strade del Panjshir

Ricostruire un esatto andamento delle operazioni belliche in Afghanistan dopo la presa del potere da parte dei talebani è molto difficile. Le autorità dell'Emirato in generale tendono a nascondere lo svolgimento dei fatti e a minimizzare l'importanza delle azioni della guerriglia anti-talebana: l'accesso alle zone degli scontri da parte di giornalisti e osservatori indipendenti è spesso impedito dalle autorità, e i talebani tendono a presentare le loro operazioni di controguerriglia come mere azioni di sicurezza e mantenimento dell'ordine dirette contro criminali comuni. Dall'altro lato, nelle loro dichiarazioni pubbliche i gruppi della resistenza repubblicana hanno spesso esagerato l'importanza e l'ampiezza delle loro azioni, presentando piccole vittorie come grandi successi al fine di guadagnare l'attenzione dei media internazionali e ottenere sostegno alla loro causa; i canali di informazioni dei resistenti hanno spesso tentato di provare la veridicità dei loro attacchi pubblicando video fuorvianti o non chiari, mentre a volte la paternità di un singolo attacco è stata rivendicata contemporaneamente da più gruppi. Di molti episodi di violenza contro i talebani non risulta chiara la matrice: anche quando gli attacchi sono chiaramente attribuibili a individui legati al precedente governo repubblicano, non è detto che questi facciano parte di una più ampia insurrezione organizzata contro l'Emirato, visto che molti attacchi contro i nuovi governati del paese possono essere legati a rancori personali, vendette e faide dovute a questioni locali, tribali, etniche o familiari, a risentimenti storici o alla competizione per il possesso di terra e risorse. In vari casi si è assistito ad attacchi anti-talebani effettuati da gruppi di talebani stessi o da ex membri del movimento, a causa di litigi circa la spartizione del potere.

#### 2022
Varie azioni armate furono registrate fin dai primi mesi del 2022. Il 21 gennaio otto guerriglieri del FRN furono uccisi in un combattimento con i talebani nella provincia di Balkh, mentre una battaglia durata dal 24 al 25 gennaio nel Distretto di Khost wa Fereng nel Baghlan lasciò sul terreno sei membri del FRN e venti talebani morti o feriti. Il 29 gennaio, nel Distretto di Rokha, il capo della sicurezza talebana per la provincia del Panjshir, Abdul Hamid Khorasani, sfuggì a un attentato del FRN tramite l'esplosione di un ordigno improvvisato contro il convoglio su cui viaggiava, mentre il 7 febbraio un simile attentato prese di mira un veicolo talebano di pattuglia nel Distretto di Bazarak nel Panjshir; questo portò nei giorni seguenti a una massiccia operazione di rastrellamento nel Panjshir: numerosi reparti talebani furono fatti affluire nella provincia mentre case e villaggi sospettati di ospitare i resistenti furono perquisiti e datti alle fiamme, con circa 500 civili arrestati in massa. I talebani impiegarono anche elicotteri della precedente Forza aerea militare afghana per trasportare gruppi di forze speciali nei luoghi più impervi del Panjshir, e per condurre missioni di ricognizione; due elicotteri talebani condussero 18 febbraio attacchi dall'aria contro gruppi di armati del Fronte di resistenza di Andarab, alleato del FRN. Tanto il Fronte per la libertà dell'Afghanistan che il Movimento di liberazione dell'Afghanistan rivendicarono, tra marzo e aprile, l'attuazione di numerosi attacchi ai danni dei talebani in varie zone del nord e del sud del paese, per quanto nella maggior parte dei casi non vennero fornite prove a sostegno o vennero forniti filmati non del tutto chiari; tra i pochi attacchi confermati, il 13 marzo il MLA rivendicò l'uccisione di un comandante talebano nella provincia di Helmand.
L'inizio della primavera segnò l'avvio di una vasta offensiva del FRN nel nord del paese, annunciata già mesi prima: il 30 aprile attacchi del FRN a basi talebane nel Distretto di Andarab nel Baghlan portarono a scontri costati la vita a undici talebani e a un comandante della resistenza; offensive del FRN contro i presidi talebani nel Panjshir nelle prime settimane di maggio causarono dozzine di vittime tra ambo le parti e l'esodo di molti civili dalla valle. Per quanto la dirigenza dell'Emirato insistesse nel sostenere che nessun combattimento fosse in corso, un funzionario della sicurezza talebana dovette riconoscere il 12 maggio l'uccisione nei giorni precedenti di almeno 32 talebani e il ferimento di altri 50 in scontri mordi e fuggi con il FRN nel Panjshir; per il giugno seguente gli attacchi del FRN nel Panjshir si erano fatti praticamente giornalieri, spingendo i talebani a inviare più di 10000 truppe di rinforzo nella valle. A dispetto di una generale carenza di armi antiaeree moderne, il 16 giugno combattenti del FRN abbatterono nella valle di Arezoo nel Panjshir un elicottero Mi-17 operato dai talebani, uccidendo due membri dell'equipaggio e facendone prigionieri altri quattro; tra il 16 e il 17 giugno, operazioni di controguerriglia portate avanti dalle forze dell'Emirato nei distretti di Anaba, di Rokha e di Shotul nel Panjshir costarono la vita a 51 combattenti talebani. Fonti dell'Ufficio delle Nazioni Unite per gli affari umanitari riferirono alla fine di giugno di combattimenti frequenti tra talebani e FRN in corso non solo nel Panjshir ma anche nelle province di Badakhshan, di Kabul, di Kapisa e di Takhar.

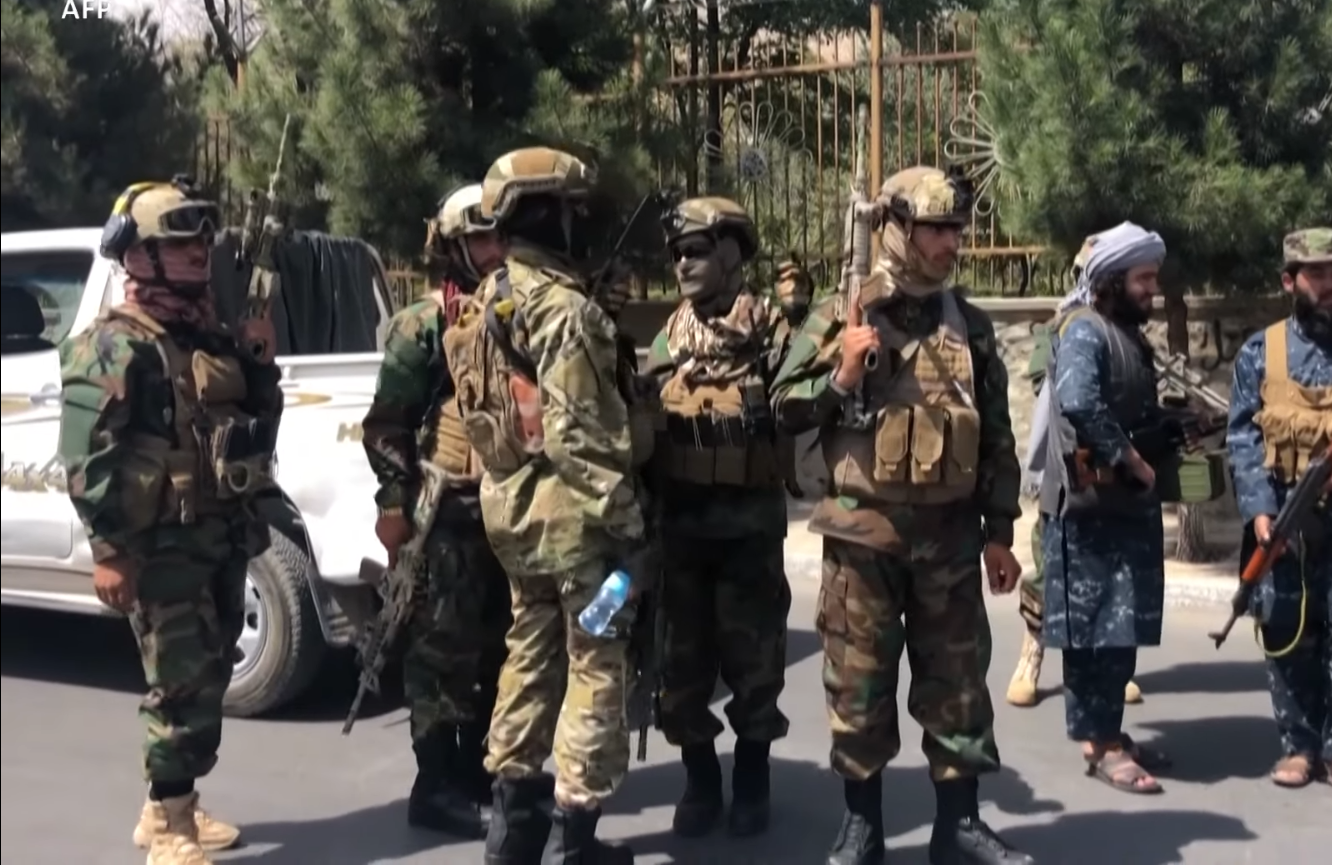
Truppe talebane a Kabul, quasi interamente riequipaggiate con armi e divise di provenienza occidentale catturate alle forze repubblicane

Ai primi di luglio i combattenti del FRN rivendicarono la cattura di varie zone del Distretto di Khost wa Fereng nel Baghlan, apparentemente dopo la ritirata non autorizzata dei presidi talebani nell'area; la zona fu rioccupata dai talebani più avanti quel mese dopo un'offensiva guidata personalmente dal ministro della difesa dell'Emirato, Mohammad Yaqoob. Tra il 15 e il 20 luglio offensive talebane portarono a scontri con i resistenti nel Distretto di Khenj e nel Distretto di Shotul nel Panjshir, nel Distretto di Andarab nel Baghlan e nel Distretto di Warsaj nel Takhar, con perdite da ambo le parti. I combattimenti proseguirono intensi anche in agosto, con scontri pesanti soprattutto nel Panjshir, nel Takhar e nel Baghlan. Un'offensiva talebana nel Panjshir in agosto, condotta personalmente dal viceministro della difesa Abdul Qayyum Zakir, non riscosse alcun serio successo, anche per via degli allagamenti in corso nella valle che impedirono i movimenti dei convogli di truppe. Nelle loro operazioni nel nord-est le unità talebane misero in luce diversi contrasti interni, in particolare con divisioni su base etnica tra talebani di origine pashtun e talebani di origine tagika; crimini di guerra e persecuzioni inflitte durante le operazioni di controguerriglia alle popolazioni del Panjshir, in maggioranza tagike, aumentarono queste tensioni, e furono registrati casi di comandanti talebani di origine tagika che disertarono a favore del FRN.
Settembre vide nuove operazioni talebane nel Panjshir, con combattimenti con il FRN in cinque dei distretti della provincia nel corso dei quali i talebani rivendicarono l'uccisione di 40 combattenti della resistenza; le operazioni talebane, guidate ancora da Qayyum Zakir ed estese poi anche al Badakhshan e al Baghlan, proseguirono per tutto l'ottobre seguente. L'arrivo dell'inverno portò a un calo del ritmo delle operazioni di combattimento, per quanto mai del tutto cessate: alla fine di dicembre operazioni talebane nel Distretto di Andarab nel Baghlan portarono a nuovi scontri con il FRN, con dozzine di morti e feriti per parte.

#### 2023
All'inizio del 2023 le Nazioni Unite censivano l'esistenza di 23 diversi gruppi di resistenza ostili al regime talebano, operativi in svariate province del nord, del sud e dell'est del paese, per quanto solo tre di essi fossero responsabili del maggior numero di attacchi: il Fronte di Resistenza Nazionale, il Fronte per la libertà dell'Afghanistan e il Movimento di liberazione dell'Afghanistan; altri quattro gruppi annunciarono la loro esistenza alla fine dell'anno, per quanto solo due di essi rivendicarono l'attuazione di attacchi armati. In un quadro di generale riduzione della conflittualità interna al paese, dato dal consolidarsi del potere dei talebani, le Nazioni Unite rilevarono nel corso del 2023 una diminuzione complessiva delle azioni armate dei gruppi di resistenza repubblicana rispetto all'anno precedente, con un picco di azioni nel periodo primaverile-estivo (42 attacchi in 12 province censiti tra maggio e luglio 2023) e un generale calo delle attività dei gruppi armati nei periodi autunnali e invernali. Nel corso dell'anno, il grosso delle azioni armate venne rivendicato dal FLA mentre all'opposto le attività del FRN si contrassero rispetto ai livelli raggiunti nel 2022, in particolare facendo segnalare una mancanza di attacchi portati dal movimento nella sua tradizionale roccaforte del Panjshir.
Attacchi notturni del FRN colpirono una base talebana nella provincia di Kapisa il 24 gennaio e un quartier generale talebano nel Distretto di Dashti Qala nel Takhar il 27 febbraio; un'operazione di ricerca casa per casa lanciata dai talebani nel Distretto di Puli Hisar nel Baghlan portò a scontri armati con il FRN il 14 marzo. Il portavoce del FRN, Sibghatullah Ahmadi, annunciò il 29 marzo l'avvio di una nuova stagione di attacchi, pubblicando un video illustrante un'azione della resistenza contro una base di addestramento delle forze speciali talebane a Pol-e Charkhi, vicino Kabul, avvenuta la notte prima. Il 10 aprile i talebani lanciarono una grossa operazione di controinsorgenza nel Distretto di Salang nel Parvan, portando a duri scontri con la resistenza proseguiti nei giorni seguenti: venne confermata l'uccisione di otto combattenti del FLA, tra cui due comandanti locali, e di cinque talebani, mentre almeno 100 civili residenti nel distretto vennero arrestati nel corso di perquisizioni casa per casa. In risposta, il 30 aprile il FLA attaccò un avamposto talebano nella Provincia di Kabul mentre il FRN ne attaccò uno nel Distretto di Bagram nel Parvan.
Un'operazione di ricerca casa per casa nel Distretto di Khost wa Fereng nel Baghlan portò, il 7 maggio, a una battaglia di dieci ore tra talebani e guerriglieri del FRN, con l'impiego da parte dei primi anche di armi pesanti e barili bomba; i morti dello scontro vennero indicati in almeno quattro guerriglieri del FRN, otto talebani e due civili. Il FLA rivendicò un attacco con razzi a una base talebana nel capoluogo della Provincia di Kapisa il 4 luglio. Il mese di agosto vide un incremento degli attacchi, a iniziare da un'imboscata del FRN a una pattuglia dell'intelligence talebana nel Distretto di Shakardara nella Provincia di Kabul il 5 agosto; nei giorni seguenti il FRN rivendicò l'attacco a una base talebana nel Distretto di Farkhar nel Takhar, in cui rimase ucciso il comandante talebano del distretto, e altre azioni contro basi talebane nella parte orientale della Provincia del Nurestan, mentre il FLA si attribuì azioni contro i talebani nel Badakhshan tra cui un attacco con mortai all'aeroporto di Feyzabad l'8 agosto. Nella seconda metà di agosto, tanto il FRN quanto il FLA rivendicarono attacchi a basi e pattuglie talebane nel Badakhshan, nel Takhar, nel Baghlan e nella Provincia di Kabul.
Settembre vide attacchi del FRN contro i talebani nel Baghlan e nel Kapisa, costati la vita anche a un comandante anziano della resistenza; dal canto suo, il FLA rivendicò il 20 settembre un attacco a un veicolo talebano nella città di Pol-e Khomri nel Baghlan, che secondo rapporti non confermati causò la morte di un comandante talebano. Nel novembre seguente, tanto il FRN quanto il FLA rivendicarono l'uccisione complessiva di almeno 50 talebani nel corso di una serie di attacchi mordi e fuggi ad avamposti e basi in varie zone del paese, mentre il 13 dicembre il FLA si attribuì l'attacco a un avamposto talebano nella città di Aybak, capoluogo della Provincia di Samangan. Le Nazioni Unite censirono un totale di 24 attacchi armati confermati del FLA nel periodo compreso tra il 1º novembre 2023 e il 10 gennaio 2024, principalmente assassinii di personalità e azioni armate su piccola scala, con uno spostamento delle operazioni dalle zone rurali a quelle urbane; in particolare, furono censiti quattro attacchi nella zona urbana di Kabul, quattro a Pol-e Khomri, uno a Mazar-i Sharif e uno a Kandahar.

#### 2024
Nel periodo compreso tra l'inizio di febbraio e la fine di maggio 2024, l'ONU censì più di trenta attacchi verificati contro i talebani da parte della resistenza repubblicana, con un netto incremento delle azioni compiute nella regione della capitale Kabul. Gli attacchi furono attribuiti a due soli gruppi della resistenza: al FRN furono attribuite 29 azioni nella zona di Kabul e altre nove nelle regioni del nord-est del paese (sei attacchi nella provincia di Takhar, due nella provincia di Baghlan e uno nella provincia di Parvan); al FLA furono invece attribuiti quattordici attacchi, tutti concentrati nella regione di Kabul. La maggior parte degli attacchi si concretizzarono in azioni mordi-e-fuggi su piccola scala, con lanci di granate o impiego di ordigni esplosivi improvvisati. L'ONU rilevò inoltre un perdurante clima di persecuzione contro gli ex appartenenti alle forze di sicurezza e governative della vecchia Repubblica o i sospetti sostenitori della resistenza, censendo diverse decine di casi di esecuzioni sommarie, arresti arbitrati e torture di prigionieri. I rapporti delle Nazioni Unite furono criticati da un portavoce del FRN, il quale sostenne che il numero di attacchi censiti fosse gravemente sottostimato; la repressione dei talebani rese del resto molto difficile avere accesso a informazioni autentiche e verificate circa le azioni della resistenza.
Un rapporto dell'Organizzazione per la Cooperazione di Shanghai del maggio 2024 sottolineò un aumento del livello di cooperazione tra FRN e FLA con riguardo, in particolare, alla conduzione di attacchi nella zona della capitale Kabul, azioni dall'impatto mediatico più pronunciato rispetto agli attacchi in zone periferiche del paese; lo stesso rapporto rilevò il forte aumento degli attacchi mirati a specifici funzionari talebani di alto profilo, frutto di un'efficace rete di intelligence attivata dalla resistenza nella capitale. L'11 gennaio il FLA rivendicò l'attacco a un convoglio di agenti della sicurezza talebana nelle vicinanze di Kabul. Il 26 febbraio il FRN lanciò un attacco con mortai al quartier generale della zona militare dell'Aeroporto Internazionale di Kabul rivendicando l'uccisione di quattro talebani e nel ferimento di altri tre, perdite tuttavia non confermate dai rapporti dell'ONU. Tra marzo e aprile il FRN rivendicò attacchi su piccola scala nelle province di Parvan, Takhar, Baghlan e Kabul, tra cui l'attacco a un veicolo con a bordo il capo di stato maggiore della divisione talebana di stanza a Bagram, che sarebbe rimasto ucciso; l'Organizzazione per la Cooperazione di Shanghai censì 24 attacchi del FRN tra marzo e aprile, con 40 morti e 37 feriti nei ranghi dei talebani. Dopo aver annunciato una sospensione dovuta alle celebrazioni del Ramadan, il FLA riprese i suoi attacchi contro le forze di sicurezza talebane nella zona di Kabul dalla metà aprile. Tra le azioni più significative, il 10 maggio combattenti del FLA attaccarono un gruppo di operativi dell'intelligence talebana intenti a condurre arresti a Kabul, uccidendone quattro e liberando i civili arrestati; il 18 maggio invece un attacco del FLA prese di mira la guida suprema dei talebani, Hibatullah Akhundzada, fuori da una moschea della capitale, uccidendo tre membri della sua guardia personale.

Carta dell'Afghanistan con indicata la situazione militare all'aprile 2025: in verde le aree di operazione dei gruppi di resistenza repubblicana, in nero quelle dello Stato Islamico

Nel periodo estivo compreso tra la metà di maggio e la fine di luglio 2024 l'ONU censì un totale di 73 attacchi condotti dalla resistenza repubblicana, con 21 di essi attribuiti al FLA e 52 al FRN; furono inoltre censiti altri 19 attacchi attribuiti ad autori ignoti. Le azioni della resistenza, principalmente attacchi mordi e fuggi su piccola scala a posti di controllo, imboscate a veicoli talebani oppure assassinii di personalità in vista, si rivelarono concentrate principalmente nelle regioni centrali dell'Afghanistan (58 attacchi, di cui 46 nella sola zona della capitale) oltre che nell'ovest (15 attacchi) e nel nord-est (11 attacchi) del paese. Il numero degli attacchi della resistenza anti-talebana salì a 81 nel periodo compreso tra l'inizio di agosto e la fine di ottobre, ancora concentrati principalmente nelle regioni centrali (31 attacchi, di cui 26 nella sola provincia di Kabul), occidentali (26 attacchi) e settentrionali (23 attacchi) del Paese; il FRN fu responsabile della maggioranza degli attacchi (56), seguito dal FLA (18 attacchi). Tra le principali azioni del periodo, il FNR rivendicò l'uccisione di 13 talebani e il ferimento di altri sei nel corso di vari attacchi nelle province di Herat e Takhar durante i primi quattro giorni di settembre, mentre il FLA si attribuì l'assassinio di un ufficiale dell'intelligence talebana a Kabul il 13 ottobre, un attacco a un posto di guardia davanti al palazzo del ministero degli interni il 18 ottobre che causò la morte di quattro talebani e un bombardamento con mortai all'aeroporto internazionale della capitale il 20 ottobre.
Nell'ultima parte dell'anno, dal novembre 2024 al gennaio 2025, le Nazioni Unite registrarono un totale di 91 attacchi della resistenza, ancora una volta attribuiti principalmente al FRN (53 attacchi) e al FLA (21 attacchi), ma con diciassette azioni perpetrate da gruppi minori o autori sconosciuti; tra le azioni più eclatanti in questo periodo vi furono due attacchi alla base aerea di Bagram il 19 e 31 dicembre rivendicati dal FLA, e un attacco rivendicato dal FRN il 28 dicembre a un convoglio nei pressi della sede del ministero degli interni a Kabul, con almeno dieci talebani uccisi e cinque feriti. Sul fronte diplomatico, alla fine dell'anno fonti di stampa riferirono circa un incremento degli aiuti ai gruppi di resistenza anti-talebana, e al FRN in particolare, da parte dei servizi segreti pakistani: una misura dovuta al sempre più grave deteriorarsi delle relazioni tra Afghanistan e Pakistan, dato dal sostegno dei nuovi governanti di Kabul ai gruppi armati di talebani pakistani (Tehrik-i-Taliban Pakistan) e ai conseguenti attacchi di rappresaglia sul suolo afghano sferrati dalle forze armate di Islamabad.

#### 2025
Nel periodo compreso tra l'inizio di febbraio e la fine di aprile 2025 le nazioni Unite censirono un totale di 86 attacchi armati della resistenza anti-talebana: maggioritarie le azioni rivendicate dal FRN (56 attacchi) e dal FLA (16 attacchi), ma furono registrati anche tre attacchi rivendicati dal Movimento di liberazione dell'Afghanistan e undici azioni attribuite ad autori ignoti. Furono colpiti ancora una volta la sede del Ministero degli interni a Kabul e la base aerea di Bagram nelle vicinanze della capitale, ma tanto il FRN quanto il FLA rivendicarono attacchi sanguinosi ai danni di postazioni talebane nella valle del Panjshir e nella Provincia di Konduz nel nord del paese.